# Actes de Pierre et André
 (février 2023).
Le texte, qui aurait été écrit dans un milieu monastique, se compose d'une série d'histoires de miracles extrêmement longues, telles qu'André chevauchant un nuage jusqu'à l'endroit où se trouve Pierre, et Pierre mettant littéralement un chameau dans le chas d'une aiguille, transformant la métaphore traditionnelle ("il est plus facile pour un chameau de passer par le chas de l'aiguille qu'à un riche d'entrer dans le royaume des cieux") sur sa tête. Le texte semble avoir été destiné à être une continuation des Actes d'André et de Matthias, mais n'a pas connu la même diffusion, étant moins traduit.
Le texte se retrouve dans plusieurs manuscrits dont certains sont lacunaires. Le codex d'Oxford, Barroccianus 180 a servi à la première édition, en 1866, par Constantin von Tischendorf dans son volume Apocalypses apocryphae. Il se retrouve aussi en partie dans le Codex du Vatican, grec 1192 et dans un manuscrit slave, traduit en 1882 par Gottlieb Nathaniel Bonwetsch. Enfin, une version éthiopienne est traduite en anglais en 1871 par Solomon Caesar Malan (en). Maximilien Alfred Bonnet en donne une autre édition, en 1898, à partir des divers manuscrits.

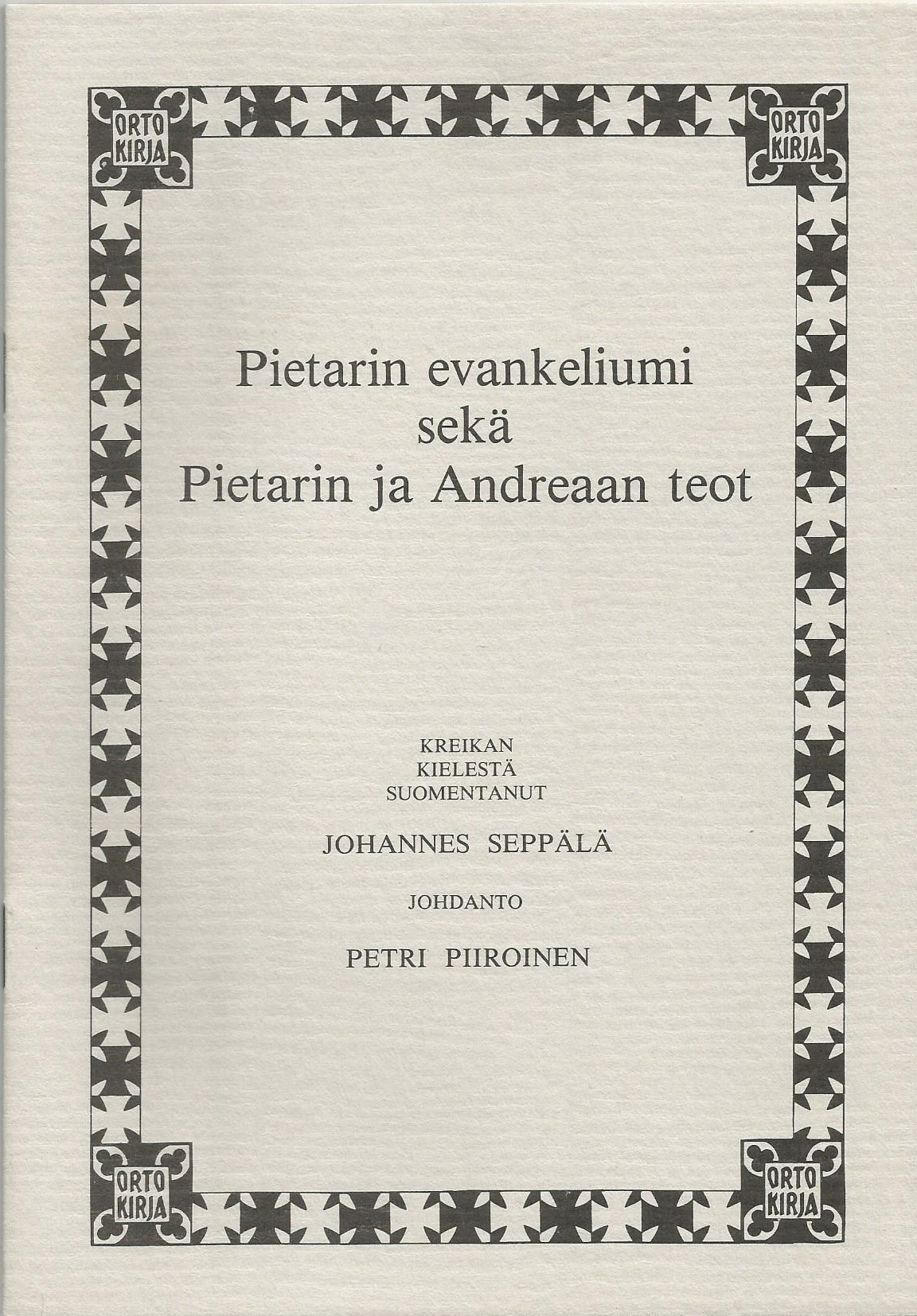
Image de couverture du texte du IV siècle tiré des apocryphes du Nouveau Testament